# Dominic Tabuna
Dominic Joselito Tabuna (ur. 9 sierpnia 1980) – nauruański polityk, przewodniczący parlamentu Nauru od 1 czerwca 2010 do 4 czerwca 2010.
Po raz pierwszy dostał się do Rady Ustawodawczej w 2004 z okręgu wyborczego Yaren. Reelekcję uzyskiwał w wyborach w 2007, 2008, a także w obu elekcjach przeprowadzonych w 2010 (kwiecień i czerwiec). W parlamencie XVIII kadencji (2008 - 2010) pełnił funkcje wiceprzewodniczącego parlamentu i Komisji Finansów Publicznych. Wchodził również w skład komisji śledczej badającej okoliczności uchwalenia ustawy o zakazie posiadania podwójnego obywatelstwa przez deputowanych (do 4 marca 2009 był jej wiceprzewodniczącym, następnie został przewodniczącym). 1 czerwca 2010 został wybrany przewodniczącym izby. Trzy dni później zrezygnował ze stanowiska. 11 czerwca 2012 wszedł w skład gabinetu Sprenta Dabwido (odpowiadał, między innymi, za resort sprawiedliwości). W wyniku wyborów z dnia 8 czerwca 2013 roku, znalazł się poza izbą (w jego miejsce do parlamentu weszła Charmaine Scotty).